# Sinéad Mulvey
Sinéad Mulvey (22 gennaio 1988) è una cantante irlandese.
Ha partecipato all'Eurovision Song Contest 2009 come rappresentante dell'Irlanda presentando il brano Et cetera insieme alle Black Daisy.